# Graben (Bad Heilbrunn)
Graben ist ein Gemeindeteil von Bad Heilbrunn im oberbayerischen Landkreis Bad Tölz-Wolfratshausen.

## Lage
Die Einöde liegt circa einen Kilometer nordöstlich von Bad Heilbrunn auf der Gemarkung Oberbuchen und ist über die Bundesstraße 472 zu erreichen.
Der Ort gehörte bis 1971 zur ehemaligen Gemeinde Oberbuchen. Bei der Volkszählung 1987 war der Ort unbewohnt.